# Falher
Falher è un comune (town) del Canada, situato nella regione settentrionale dell'Alberta.